# Chodzież

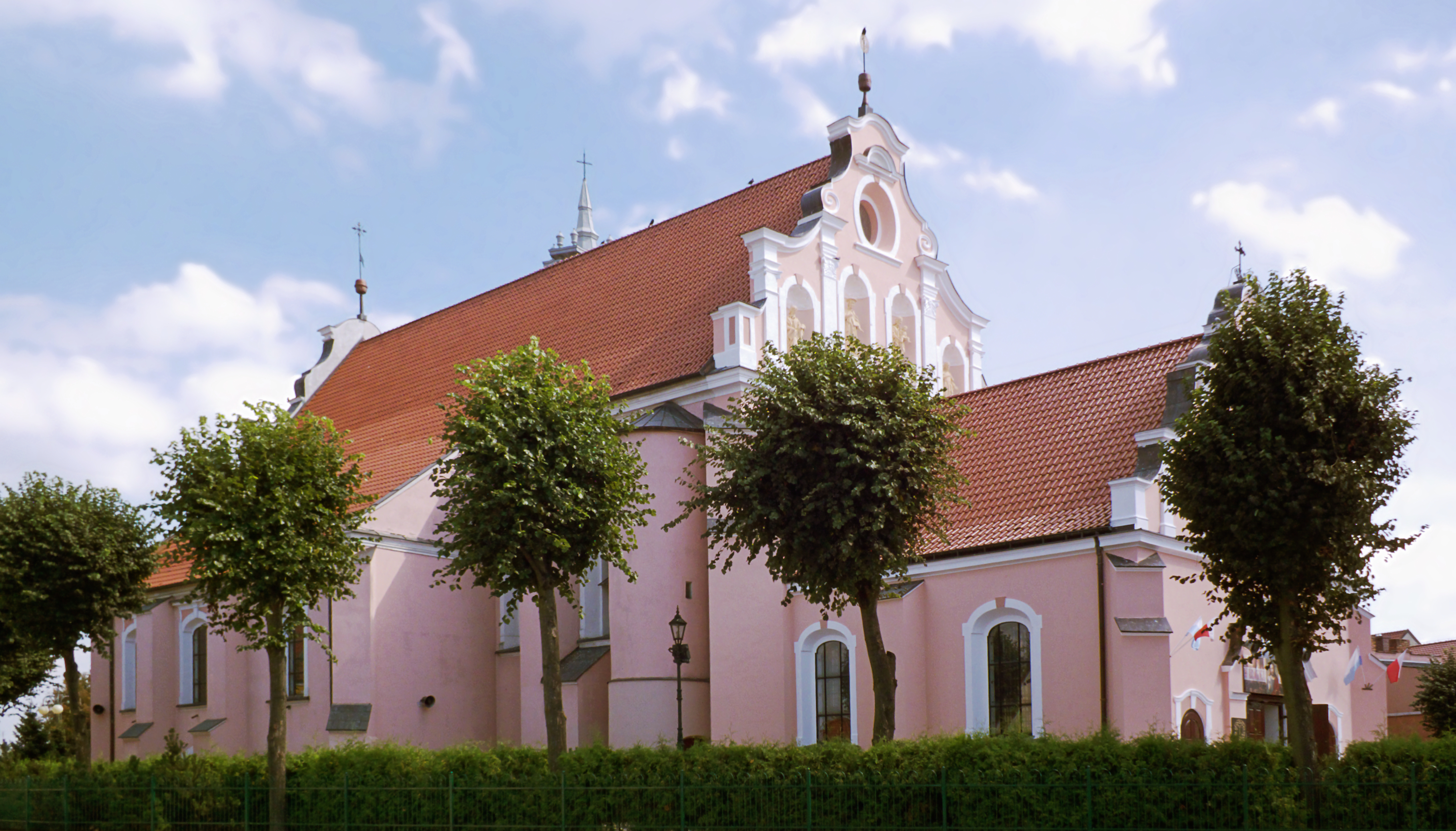
Kościół św. Floriana

Chodzież (niem. Kolmar in Posen) -miasto w Polsce w województwie wielkopolskim, siedziba powiatu chodzieskiego i gminy wiejskiej Chodzież. Jest położona na Pojezierzu Chodzieskim, między jeziorami: Chodzieskim (zwanym także Miejskim), Strzeleckim i Karczewnikiem, przy drodze krajowej nr 11.
Prywatne miasto szlacheckie, lokowane w 1434 roku. W latach 1975–1998 miasto administracyjnie należało do województwa pilskiego.
Według danych z 31 grudnia 2023 miasto miało 17 489 mieszkańców. Ze względu na swoje położenie jest ośrodkiem turystyczno-wypoczynkowym oraz uzdrowiskowym (sanatorium i zakład przyrodoleczniczy).

## Struktura powierzchni

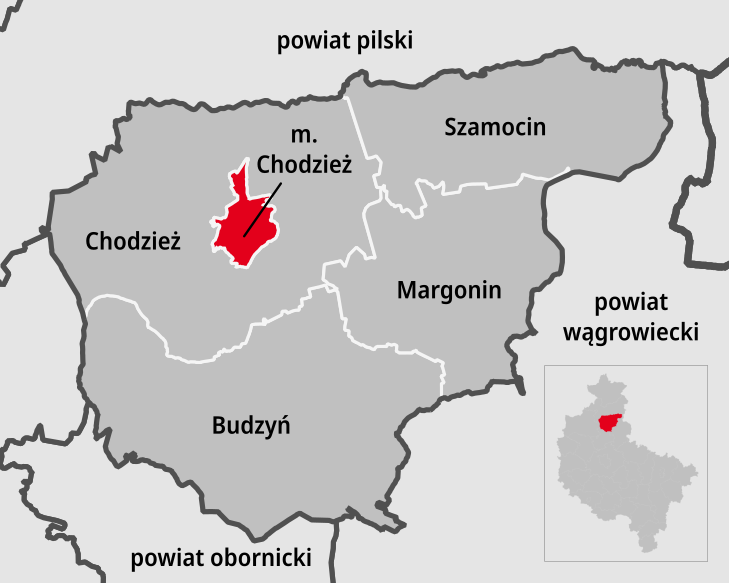
Położenie gminy miejskiej Chodzież w powiecie chodzieskim.

Według danych z roku 2002 Chodzież ma obszar 12,77 km², w tym:
- użytki rolne: 34%
- użytki leśne: 18%

Miasto stanowi 1,88% powierzchni powiatu.

## Demografia

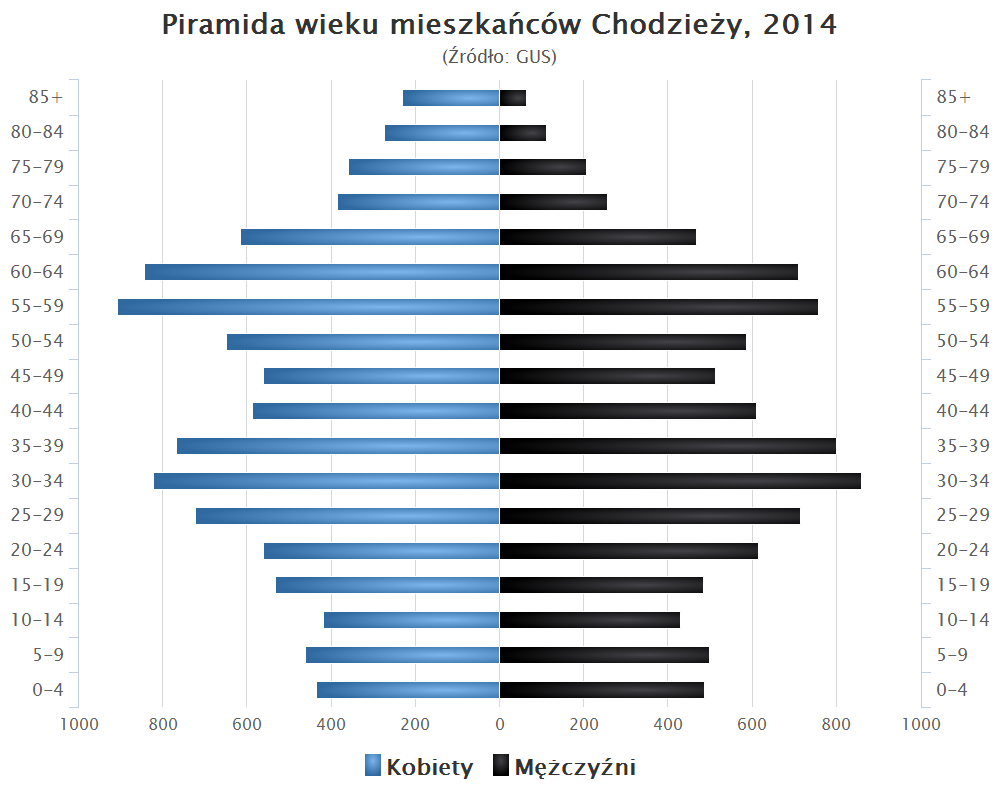
Piramida wieku mieszkańców Chodzieży w 2014 roku

Dane z 31 grudnia 2009:
| Opis                              | Ogółem | Ogółem | Kobiety | Kobiety | Mężczyźni | Mężczyźni |
| --------------------------------- | ------ | ------ | ------- | ------- | --------- | --------- |
| Jednostka                         | osób   | %      | osób    | %       | osób      | %         |
| Populacja                         | 19 257 | 100    | 10 330  | 52,9    | 9195      | 47,1      |
| Gęstość zaludnienia [mieszk./km²] | 1529   | 1529   | 808     | 808     | 721       | 721       |

## Nazwa
Miejscowość ma metrykę średniowieczną. Nazwa notowana jest w różnych formach w historycznych dokumentach: de Chodzes (1409), Chodesch (1425), Chodzyesz (1436), Chodzesch (1510), de Chodziesza (1520), Chodzierz (1535), Chodziesz (1577), Chodzisz (1620), Chodziesz (1673), Chodzież (1880). Językoznawcy wiążą nazwę ze słowem chodzić, która jako nazwa miejscowa oznacza przejście, miejsce przechodzenia, a także z nazwą osobową Chodziech. Po rozbiorach Polski i włączeniu miasta w granice zaboru pruskiego Niemcy stosowali nazwy niemieckie: Kodschesen, Chodziesen. W XIX wieku wprowadzili oni nową nazwę niemiecką Kolmar in Posen. Funkcjonowała ona w latach 1878–1920 i została prawdopodobnie przeniesiona z Niemiec od miasta Colmar.

## Historia
Najstarsze ślady osadnictwa, jakie odnaleziono w Chodzieży, datuje się na około 2000 lat p.n.e. Z tego okresu pochodzi kurhan ziemny zlokalizowany przy dzisiejszej ulicy Słonecznej.
Niecałe pół tysiąca lat później, mikroregion chodzieski opanowała ludność kultury łużyckiej, której obecność utrzymywała się tam przez niemal dziesięć wieków. Jedno z cmentarzysk tej grupy etnicznej zostało odkryte przy dawnej ulicy Rzeźnickiej w latach 1904–1914.
We wczesnym średniowieczu osada o powierzchni 0,4 ha mieściła się na jednym ze stoków, na południowym brzegu Jeziora Miejskiego. Osada egzystowała prawdopodobnie w stuleciach od VIII do XI.
Pierwsza wzmianka pisana o Chodzieży pochodzi z 1403. Nazwa „Chodzies” pojawia się w związku z imieniem plebana miejscowego kościoła parafialnego. Jednak początków osady, z której wywodzi się miasto należy szukać już co najmniej w XIII wieku. Według naukowców wówczas powstał tu pierwszy kościół parafialny. Wieś Chodzież rozwijała się przy ważnym ówczesnym szlaku handlowym Gniezno–Ujście. Lokacja miasta na prawie magdeburskim odbyła się 3 marca 1434 roku. Prawa miejskie otrzymał z ręki króla Władysława Jagiełły ówczesny właściciel Chodzieży Trojan z Łekna z rodu Pałuków. Pierwszymi właścicielami miasta byli Pałukowie, po nich Potuliccy. Własność wojewody płockiego Piotra Potulickiego, około 1580 roku leżało w powiecie kcyńskim województwa kaliskiego. Od 1648 własność rodu Grudzińscy herbu Grzymała (Grzymalici), który stał się pierwowzorem dla późniejszego herbu Chodzieży. Grudzińscy byli właścicielami Chodzieży aż do połowy XIX wieku.
Do 1768 roku Chodzież leżała w województwie kaliskim w granicach Rzeczypospolitej Obojga Narodów, następnie przez cztery lata w województwie gnieźnieńskim (w 1772 nastąpił I rozbiór Polski).

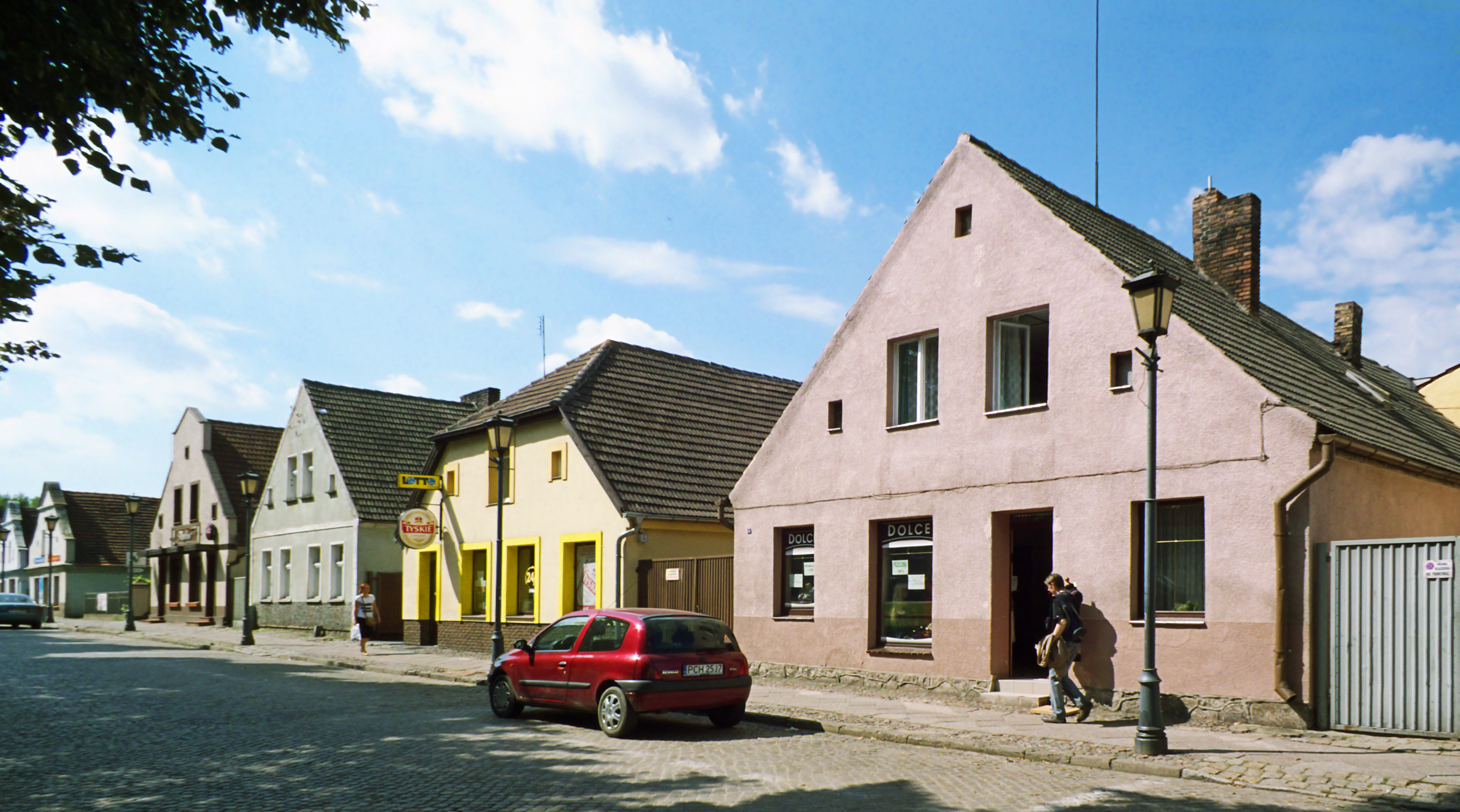
Domy tkaczy

Przełomem gospodarczym dla Chodzieży był rok 1656, kiedy na zaproszenie Grudzińskich, w mieście osiedlili się niemieccy tkacze, przybywający ze spalonego wówczas Leszna. Ich domostwa, zlokalizowane w przeważającej mierze wzdłuż obecnej ul. Tadeusza Kościuszki, stały się zaczątkiem „Nowego Miasta”. W początkach XVIII wieku do Chodzieży dotarła druga fala imigrantów, głównie sukienników. Zwarta zabudowa rzemieślnicza jaką rozwijali, utworzyła z czasem „przemysłowe” osiedle tkaczy. Rewolucja przemysłowa zaczęła się w Chodzieży w roku 1805, kiedy miejscowi sukiennicy sprowadzili z Berlina pierwszą maszynę do tkania i czesania sukna.
W wyniku I rozbioru Polski w 1772 Chodzież weszła w skład Królestwa Prus, a jej nazwę zgermanizowano na Chodziesen. W latach 1848–1886 właścicielem Chodzieży był Otto Königsmarck, który zapisał się w historii miasta sprzedając chodzieski zamek dwóm niemieckim kupcom – Ludwikowi Schnorrowi i Hermanowi Mullerowi z Frankfurtu nad Odrą. Nowi posiadacze zamku Grudzińskich wybudowali w jego obrębie fabrykę fajansu. Od roku 1855 rozwój Chodzieży był ściśle związany z produkcją ceramiczną. Proces rozwoju nabrał tempa wraz z uruchomieniem linii kolejowej Poznań – Chodzież – Piła w 1878 roku. 19 lat później otwarto w mieście fabrykę porcelany.

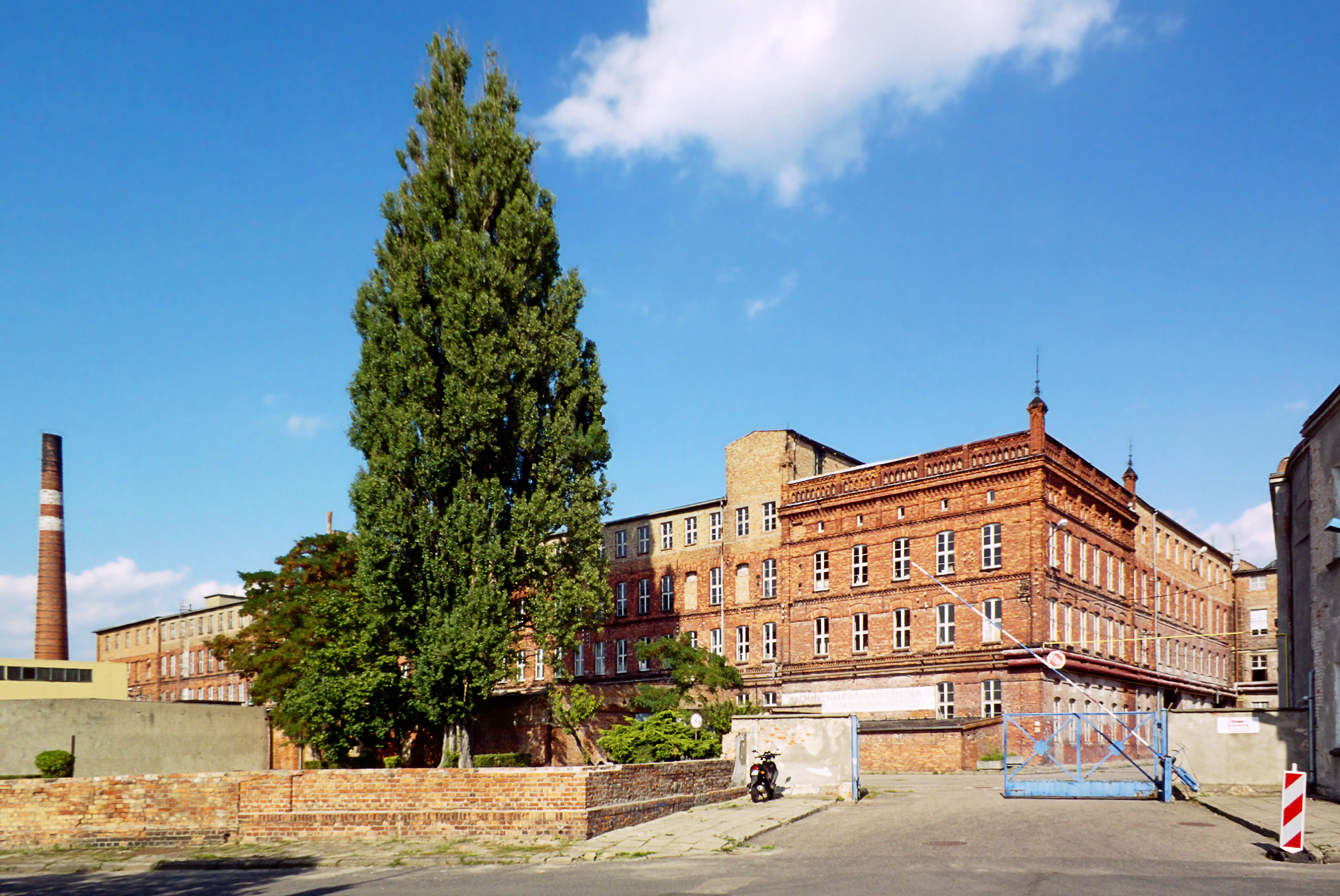
Budynki fabryki porcelany w Chodzieży

W XIX i pierwszej połowie XX wieku społeczność mieszkańców charakteryzowała się dużym pluralizmem wyznaniowym. Obok katolików, ewangelików i żydów, żyli tutaj także bracia morawscy i metodyści.
Polityka germanizacyjna prowadzona przez administrację państwową po zjednoczeniu Niemiec w 1871 spowodowała zmianę dotychczasowej nazwy miasta. W miejsce historycznej, wywodzącej się z języka polskiego formy niemieckiej Chodziesen, miejscowość nazwano w 1878 Colmar, nawiązując do alzackiego miasta o tej samej nazwie. Nazwa ta obowiązywała urzędowo do 1920 roku, kiedy to miasto znalazło się na powrót w granicach Polski. Nazwa Kolmar posiadała status oficjalny podczas okupacji niemieckiej w latach 1939–1945.
W 1919 roku Chodzież i jej okolice znalazły się wśród obszarów objętych działaniami wojennymi w ramach powstania wielkopolskiego. 8 stycznia 1919 roku miała miejsce bitwa o Chodzież, jedno z największych starć całego powstania.
W czasie II wojny światowej z miejscowości wysiedlano Polaków do Generalnego Gubernatorstwa, w Chodzieży istniał także obóz pracy przymusowej. Miasto zostało zdobyte 24 stycznia 1945 roku przez jednostki 2 armii pancernej gwardii 1 Frontu Białoruskiego.
Po 1945 nastąpiła rozbudowa miasta i przemysłu, powstały Zakłady Ceramiki Szlachetnej produkujące porcelanę i porcelit.

## Administracja
W latach 1818–1975 Chodzież była siedzibą powiatu. Po reformie administracyjnej z 1975 roku znalazła się w granicach województwa pilskiego. Po reformie administracyjnej w 1999 znalazła się w województwie wielkopolskim, stając się stolicą powiatu chodzieskiego.
| Rynek w Chodzieży |

## Kultura

### Międzynarodowe Chodzieskie Warsztaty Jazzowe „Cho – Jazz”
W 1971 roku rozpoczęła się trwająca do dzisiaj, historia specyficznej formy muzycznego dokształcania, jaką są Międzynarodowe Chodzieskie Warsztaty Jazzowe.
Powodzenie Warsztatów w Chodzieży jest wynikiem doboru profesjonalnej, jazzowej kadry instruktorskiej. Wśród niej należy wymienić dyrektorów artystycznych, a wśród nich Lucjana Kaszyckiego – pierwszego dyrektora, związanego i odwiedzającego warsztaty do dziś, wychowawcy młodzieży i twórcy znanych przebojów, m.in. „Pamiętasz była jesień”, Krzysztofa Sadowskiego – prezesa PSJ, Jana „Ptaszyna” Wróblewskiego, Henryka Majewskiego, czy też Leszka Żądło. Kadrę na pierwszych edycjach warsztatów stanowił znany na całym świecie „Kwintet Stańki”, którego członkowie do dzisiaj prowadzą zajęcia w poszczególnych klasach instrumentalnych, zaś dzięki współpracy z Akademią Muzyczną w Katowicach, praktycznie każdy liczący się polski wykładowca muzyki rozrywkowej i jazzu miał okazję uczyć w Chodzieży. Historia warsztatów choć w dużej części osadzona w epoce PRL-u, pokazywała, że chodzieskie warsztaty były swoistą ostoją „wolności muzycznej” i „oknem na świat”, stąd dzięki współpracy z Ambasadą Amerykańską, warsztaty odwiedzał Don Cherry, amerykański multiinstrumentalista, czy też wdowa po Louisie Armstrongu, Lucilla, a w późniejszych czasach kadra wykładowcza z Berkeley College. Dzisiaj dyrektorem artystycznym warsztatów jest pianista jazzowy i dziekan wydziału jazzu w McGill University w Kanadzie, Jan Jarczyk.
Do Chodzieży przyjeżdżają odpowiadający określonym wymogom muzycy amatorzy, którzy uczestniczą w dwutygodniowych zajęciach, gdzie ogólna zasada pracy polega na spotkaniach amatorów z zawodowcami. Zasada ta realizowana jest poprzez dużą liczbę zajęć w poszczególnych klasach instrumentalnych, grupach, zespołach oraz klasie wokalnej i Big Bandu. Znaczna część czasu przeznaczona jest na konsultacje indywidualne i ćwiczenia własne, prelekcje, spotkania i próby gry improwizowanej podczas wieczornych jam session.
Uczestnicząc w chodzieskich warsztatach, swoją karierę zaczynało wielu polskich muzyków, a wśród nich zespół „Laboratorium”, Ryszard Rynkowski i Jan Borysewicz, zaś wśród muzyków jazzowych trudno znaleźć takich, którzy nie odwiedziliby Chodzieży, czy to jako uczniowie, czy też członkowie kadry.
Od 1996 roku, po uruchomieniu biura organizacyjnego w Niemczech, koncepcja warsztatów jest w pełni międzynarodowa, stąd w Chodzieży rokrocznie można spotkać młodych adeptów jazzu z całego świata, zaś po otwarciu w 2009 roku biura organizacyjnego na Ukrainie liczba uczestników zagranicznych podwoiła się i stanowi 30% ogółu z 200 osobowej rzeszy młodych muzyków.
Chodzieskie Warsztaty to najstarsza tego typu forma „letniej szkoły jazzu” w tej części Europy i jedna z najstarszych na świecie. W 2010 roku Międzynarodowe Chodzieskie Warsztaty Jazzowe obchodziły jubileusz 40-lecia istnienia.

### Ogólnopolski Festiwal Piosenki Dziecięcej i Młodzieżowej w Chodzieży
Pierwszy Festiwal w Chodzieży zorganizowano w 1992 roku. Organizatorzy od początku przyjęli założenie, że nie ma to być tylko konkurs, ale również forma edukacji muzycznej, połączona z wypoczynkiem i rekreacją oraz integracją młodzieżowego środowiska muzycznego. Szefami artystycznymi, a jednocześnie przewodniczącymi Jury do tej pory byli: Ewa Bem, Krystyna Kwiatkowska, Jacek Cygan, Robert Janowski.
Zajęcia warsztatowe od 1994 r. prowadził Roman Hudaszek – były wykładowca Akademii Muzycznej w Katowicach. Chodzieski Festiwal znalazł się w ścisłym gronie, liczących się w Polsce, imprez promujących uzdolnioną muzycznie młodzież. W roku 1997 został nazwany „Małym Opolem”. Był początkiem kariery już kilku uzdolnionych artystów, jak choćby Kasi Stankiewicz – laureatki IV edycji, Patrycji Markowskiej – laureatki VI edycji czy Zuzanny Madejskiej i Alicji Janosz, Karoliny Łukasiewicz (występującą później w musicalu „Metro”), Joanny Dembler. Z kolei wielu laureatów chodzieskiego Festiwalu wygrało telewizyjną „Szansę na sukces”.
W latach 1997–2001 wykonawcom akompaniowała orkiestra festiwalowa „Chodzież”, w skład której wchodzili profesjonalni, poznańscy muzycy wywodzący się z orkiestry Zbigniewa Górnego. Z roku na rok rosła liczba zgłoszeń do udziału w Festiwalu, stąd uczestnicy poddawani byli coraz surowszym kryteriom kwalifikacji, w roku 1995 rozszerzono go o kategorię wiekową 16 – 20 lat. W 2010 roku odbył się ostatni (osiemnasty) Ogólnopolski Festiwal Piosenki Dziecięcej i Młodzieżowej w Chodzieży.
Koncert Galowy laureatów corocznie uświetniają gwiazdy polskiej sceny muzycznej. W ciągu dziesięciu lat festiwal gościł: Annę Jurksztowicz, Krzysztofa Antkowiaka, Pawła Stasiaka, Jerzego Filara, Elżbietę Adamiak, Ewę Bem, Grażynę Łobaszewską, Krzysztofa Jańczaka, Varius Manx z Kasią Stankiewicz, Rudiego Schuberta, Andrzeja „Piaska” Piasecznego, L.O.27, Kayah, Natalię Kukulską, Majkę Jeżowską, Norbiego, Jacka Cygana, Roberta Janowskiego, Kaję Paschalską, Krzysztofa „K.A.S.Ę.” Kasowskiego, legendę polskiego rocka zespół Lady Pank, włoską piosenkarkę In-Grid, zespoły T.Love, Bracia.

### Ośrodki kultury
- Chodzieski Dom Kultury
- Młodzieżowy Dom Kultury
- Amfiteatr Miejski
- Miejska Biblioteka Publiczna
- Biblioteka Pedagogiczna
- Kino „Noteć”

### Lokalne media
- Nasz Tygodnik Chodzieski[15]
- Tygodnik „Chodzieżanin”
- Telewizja Kablowa „Asta-Net”

## Zabytki

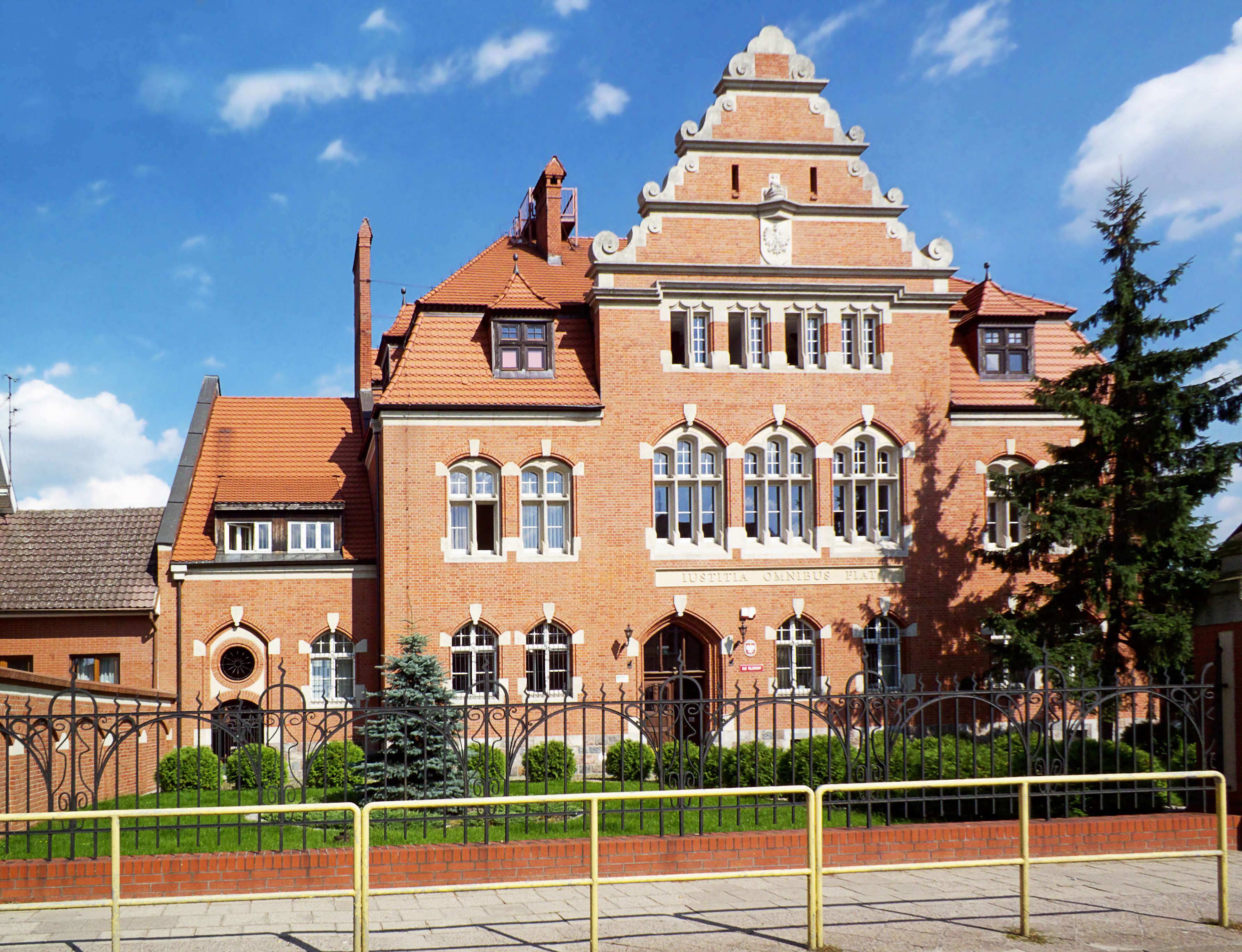
Zabytkowy budynek Sądu Rejonowego, ul. Krasińskiego 10 (1905 r.)

- kościół parafialny św. Floriana, gotycki z I poł. XV w., przebudowany w 1668 r. z późnobarokowym wnętrzem z 1754 r.
- dzwonnica późnoklasycystyczna z 1840 r.
- pozostałości późnogotyckich murów z zamku z przełomu XV/XVI w.
- domy tkaczy z XVIII i XIX wieku, drewniane o konstrukcji szkieletowej i murowanej.
- Straszny Dwór – dworek z przełomu XIX i XX wieku, obecnie zaadaptowany na hotel i restaurację.
- Sanatorium Przeciwgruźlicze neobarokowe z lat 20. XX wieku, na którego otwarcie w 1925 roku przybył prezydent Wojciechowski.

## Wspólnoty wyznaniowe

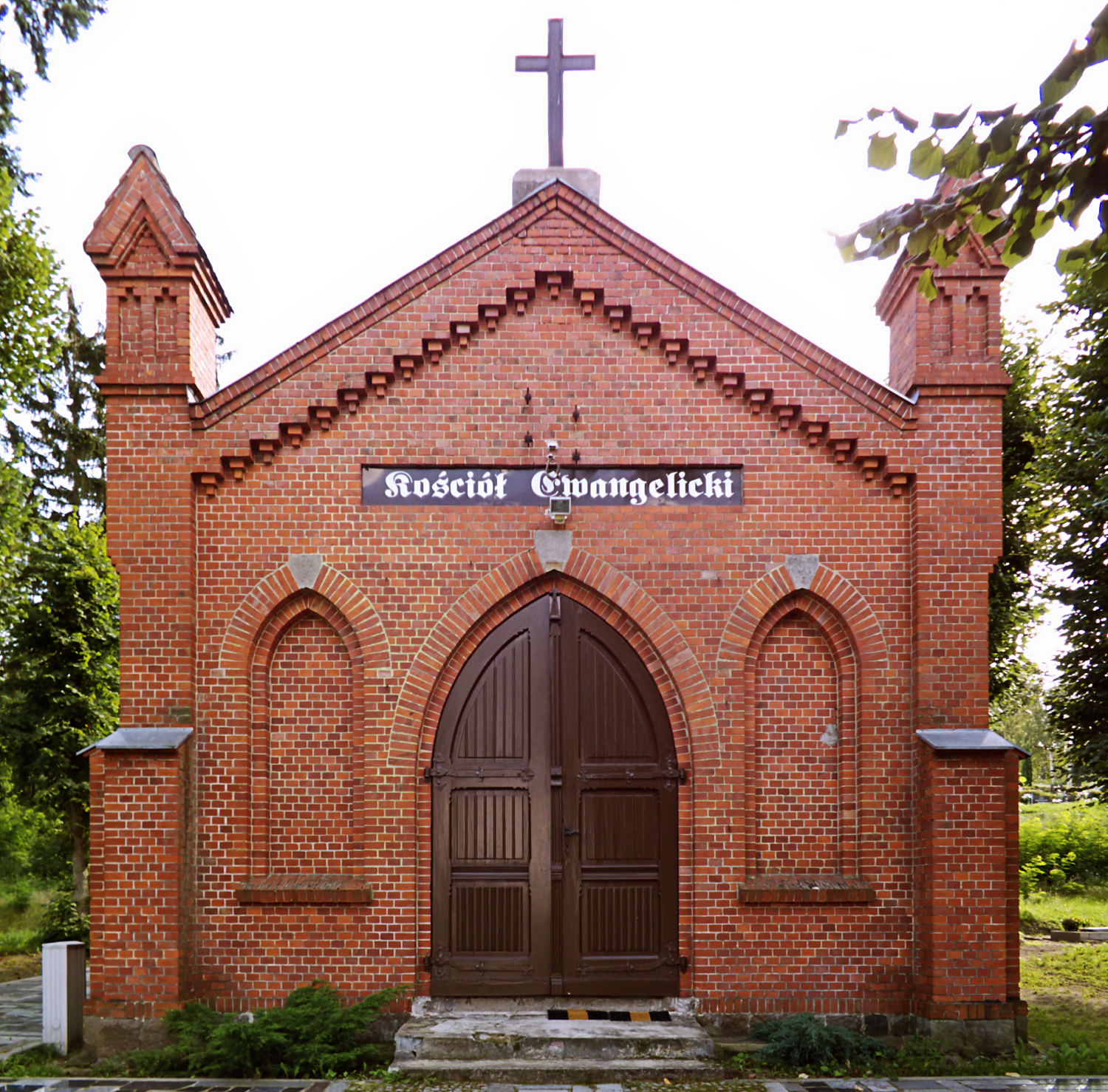
Kaplica na cmentarzu ewangelickim

Na terenie miasta działalność religijną prowadzą następujące Kościoły i związki wyznaniowe:
- Kościół Ewangelicko-Augsburski w RP:
  - filiał parafii w Pile, kaplica na cmentarzu ewangelickim, ul. Ujska 1[16]
- Kościół Ewangelicko-Metodystyczny:
  - parafia w Chodzieży, ul. Zwycięstwa 1[17]
- Kościół rzymskokatolicki:
  - parafia pw. Nawiedzenia NMP[18]
  - parafia pw. św. Floriana[19]
- Kościół Zielonoświątkowy:
  - zbór w Chodzieży, ul. Kilińskiego 9[20]
- Świadkowie Jehowy:
  - zbór Chodzież-Południe[21]
  - zbór Chodzież-Północ (Sala Królestwa Rataje)[21]

## Transport

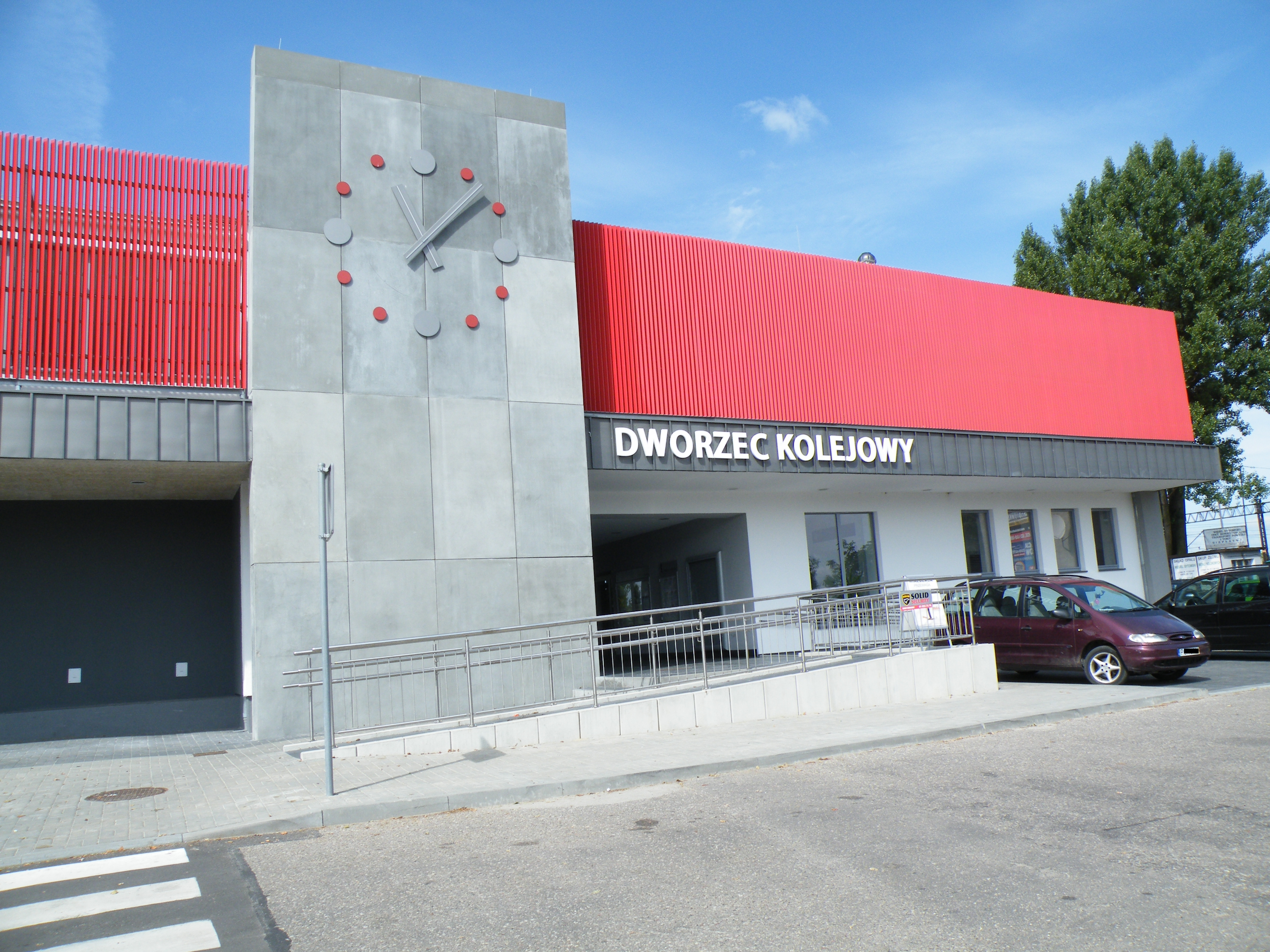
Dworzec kolejowy w Chodzieży

Przez Chodzież przebiegają następujące drogi krajowe i wojewódzkie:
- Droga krajowa nr 11 – kierunek: Kołobrzeg – Piła – Chodzież – Poznań – Bytom.
- Droga wojewódzka nr 191 – kierunek Szamocin
- Droga wojewódzka nr 193 – kierunek Margonin

Przez Chodzież przebiega linia kolejowa nr 354 Poznań Główny – Piła Główna.
Komunikację miejską obsługuje Miejski Zakład Komunikacji w Chodzieży, który prowadzi 4 linie na terenie miasta Chodzieży i okolic.

## Edukacja
W Chodzieży funkcjonuje w sumie dziewięć przedszkoli (w tym 1 miejskie) i trzy szkoły podstawowe (2 miejskie). Ponadto uczniowie mogą uczyć się w Liceum Ogólnokształcącym w Chodzieży, Zespole Szkół Ponadgimnazjalnych w Chodzieży i w Zespole Prywatnych Szkół Ponadgimnazjalnych.
Szkoły średnie prowadzą współpracę z podobnymi placówkami za granicą. Liceum Ogólnokształcące w Chodzieży prowadzi współpracę z językową szkołą w Norwich oraz z niemieckimi szkołami w Nottuln i Horn-Bad Meinberg. natomiast Zespół Szkół Ponadgimnazjalnych w Chodzieży współpracuje z duńską Ringe Kost-og Realskole, niemiecką szkołą w Ahaus oraz szkołą w Trostiańcu na Ukrainie.

## Sport

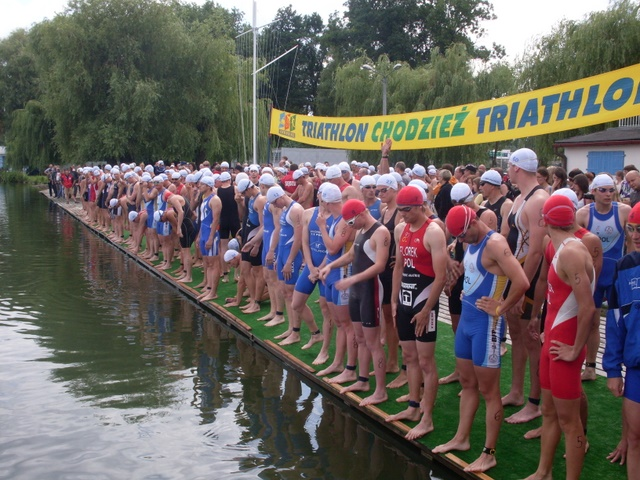
Start Mistrzostw Polski w Triathlonie w lipcu 2009 roku

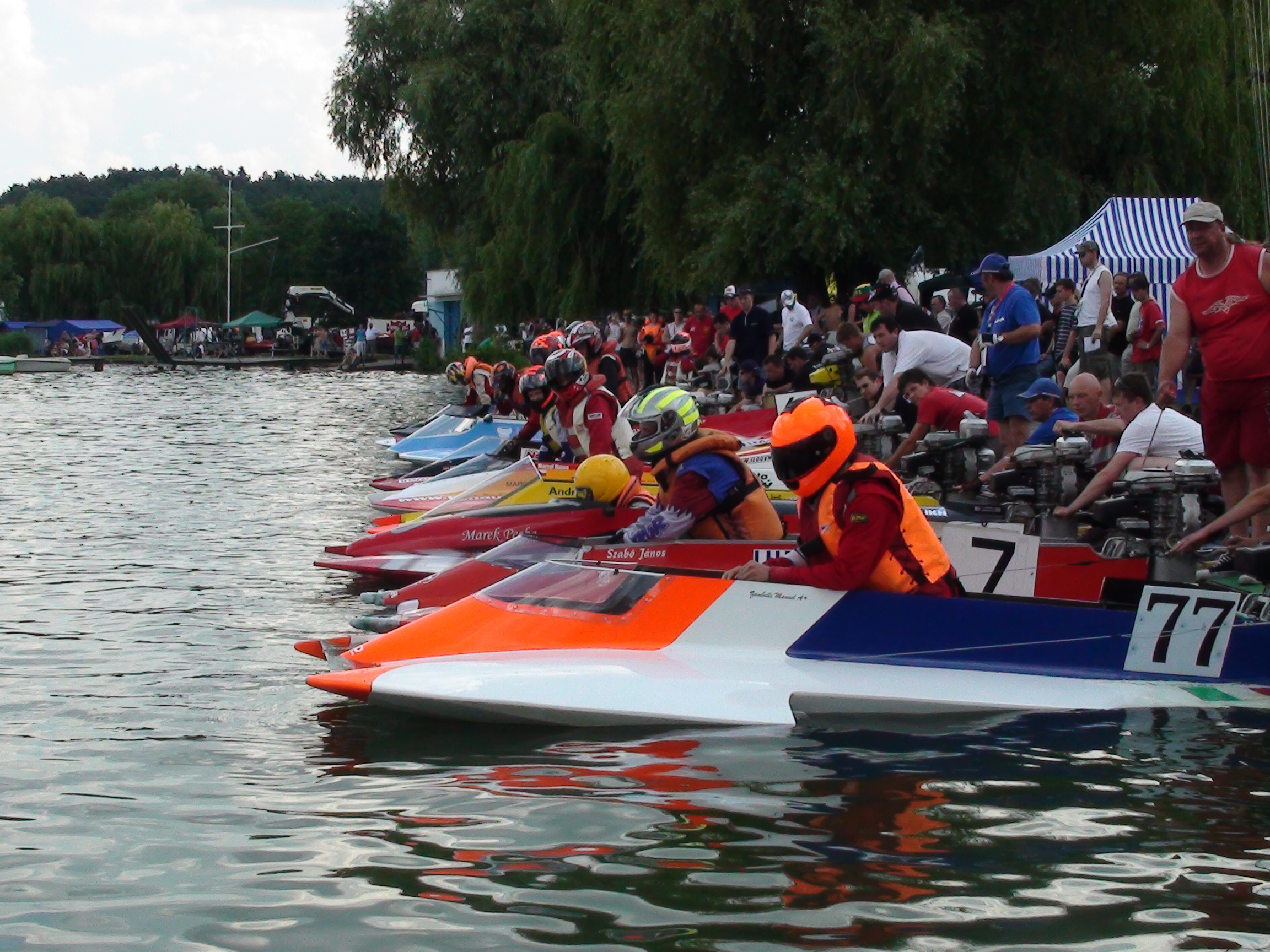
Motorowodne Mistrzostwa Świata na Jeziorze Miejskim w Chodzieży

Bogata w jeziora Chodzież jest gospodarzem zawodów sportowych, których lokalizacja wynika z korzystnego ukształtowania terenu i różnorodności form krajobrazu.
Imprezy Sportowe Organizowane w Chodzieży:
- Motorowodne Mistrzostwa Świata i Europy
- Mistrzostwa Polski w Triathlonie
- Skoda Auto Grand Prix MTB
- Skandia Maraton
- Bieg Grzymalitów

Kluby i stowarzyszenia
- CHTPS Chodzież – siatkówka kobieca,
- Polonia Chodzież – klub piłkarski,
- LOK Tazar Chodzież – klub działalności podwodnej, posiadający sekcje: pływania w płetwach, triathlonu, oraz biegania.
- Chodzieskie Stowarzyszenie Sportowe[23]
- Chodzieskie Towarzystwo Narciarskie
- Chodzieski Klub Żeglarski LOK
- Klub Żeglarski OPTY

## Miasta partnerskie
- Nottuln[24]
- Stronie Śląskie[25]